# Tekija (miasto Kruševac)
Tekija (cyr. Текија) – wieś w Serbii, w okręgu rasińskim, w mieście Kruševac. W 2011 roku liczyła 883 mieszkańców.